# محمد سعفان
محمد محمود أحمد سعفان وزير القوى العاملة السابق، خلفًا لسابقه جمال سرور. كان رئيس النقابة العامة للعاملين بالبترول وسكرتير العلاقات الدولية. حصل على بكالوريوس تجارة من جامعة عين شمس عام 1982.

## بدايته
- بدأ سعفان حياته مع العمال عام 1996، عندما تولى رئاسة اللجنة النقابية للعاملين لشركة عجيبه عقب فوزه في الانتخابات التي أجريت بفرق صوت واحد عن منافسه.
- تولى رئاسة النقابة العامة للعاملين بالبترول بقرار إداري عقب تولي المهندس شريف إسماعيل وزارة البترول .

## عمله
- شغل سعفان منصب مدير عام الحسابات في الإدارة المالية بشركة عجيبة للبترول.
- مارس العمل النقابي منذ دورة 1987/ 1991 وشغل منصب نائب رئيس اللجنة النقابة بشركة عجيبة.
- شغل منصب رئيس للجنة النقابة بالشركة عام 1996.
- أمين الصندوق المساعد للنقابة العامة للبترول في 2001.
- أمين عام النقابة العامة للعاملين بالترول في 2006.
- رئيس النقابة العامة للعاملين بالبترول، ونائب رئيس الاتحاد العام لنقابات عمال مصر منذ نوفمبر 2012 حتي 2016 .
- المشرف العام علي المؤسسة الثقافية والجامعة العمالية في عام 2014.
- كما شغل منصب مفوض برئاسة مجلس إدارة المؤسسة الثقافية العمالية عام 2015 .
```
2014.
[
7
]
[
8
]
```

## رؤيته
- يرى سعفان أن تكليفات السيسي للوزراء الجدد شددت على الاعتراف بنقاط الضعف والعمل علي علاجها في أقصر وقت ممكن حتي تتخطي مصر المرحلة الصعبة التي تمر بها البلاد.
-ويؤمن بضرورة عمل الجميع في مصر حتى تتقدم باستمرار .
- ويرى أن منظومة الثقافة العمالية تحتاج إلى نظرة جديدة، وذلك من خلال التواصل الدائم مع القواعد العمالية، للتغلب على المشاكل العمالية، وهو ما يحتاج لدعم من المؤسسات التشريعية من خلال تعديل بعض القوانين العمالية.
- ويؤكد أن عمال مصر قادرين على تحمل المسؤولية، مع التشديد على أهمية مشاركة المرأة العاملة في العمل السياسي والاجتماعي؛ وأنه لا يمكن الاستغناء عن هذا الدور داخل التنظيم النقابي بعد النجاح الكبير الذي ساهمت به المرأة المصرية في العمل وانضمامها بكثافة في إنجاح الاستحقاق الأول لخارطة الطريق وقالت نعم للدستور، والاستحقاق الثاني بانتخاب عبد الفتاح السيسي.
- وقد خاض سعفان، معركة كبيرة أثناء تولي خالد الأزهري، التابع لجماعة الإخوان، وزارة القوى العاملة والهجرة، وقتها، بعدما سعى لأخونة النقابة وتم إقصاؤه من رئاستها، إلا أنه بالتنسيق مع قيادات النقابة العامة نجح في إزاحتهم واستمر في منصبه حتى اليوم.